# Robison-Gletscher
Der Robison-Gletscher ist ein breiter Gletscher im westantarktischen Marie-Byrd-Land. Im Königin-Maud-Gebirge fließt er in nordwestlicher Richtung entlang der Nordseite der La Gorce Mountains zum Scott-Gletscher.
Entdeckt wurde er im Dezember 1934 von der geologischen Mannschaft um Quin Blackburn (1900–1981) bei der zweiten Antarktisexpedition (1933–1935) des US-amerikanischen Polarforschers Richard Evelyn Byrd. Das Advisory Committee on Antarctic Names benannte ihn 1967 nach Lieutenant Commander Layton E. Robison von der United States Navy, Pilot der Flugstaffel VX-6 bei der Operation Deep Freeze 1964, 1965 und 1966.